# Попов, Борис Емельянович
Бори́с Емелья́нович Попо́в (1946—1996) — российский поэт, журналист, автор четырёх поэтических книг.

## Биография
- 1946, 5 октября — родился в Магнитогорске
- 1965 — работал монтёром на Магнитогорском городском узле связи
- 1966 — работал монтёром в кузнечно-прессовом цехе Магнитогорского калибровочного завода
- конец 60-х гг. — являлся членом городского литературного объединения «Красное солнышко»
- 1967 — работал электриком на Магнитогорском метизно-металлургическом заводе. Первая публикация в прессе: в газете «Магнитогорский рабочий» были опубликованы стихи «Женщине» и «Жить на земле».
- 1968, 1971 — работал литературным сотрудником газеты «Звезда» (посёлок Агаповка)
- заочно учился в Литературном институте имени Горького, куда поступил в 1967 по рекомендации поэта Бориса Ручьёва
- 1968—1969 — работал сотрудником выездной редакции газеты «Комсомольская правда»
- 1973 — работал термистом в механическом цехе Магнитогорского металлургического комбината
- 1977 — работал электрослесарем в управлении электромонтажных работ треста «Магнитострой»
- 1991, 27 сентября — родился сын Иван, впоследствии ставший поэтом
- 1991—1996 — работал в редакции газеты «Магнитогорский рабочий», где занимался корреспондентской работой, вёл литературную страницу и руководил литературным объединением
- 1992 — в Южно-Уральском книжном издательстве (г. Челябинск) вышла дебютная книга стихов «Светает в шесть…»
- 1993 — в Магнитогорском полиграфпредприятии вышла вторая книга стихов «Под знаком Весов»
- 1994 — в Магнитогорском полиграфпредприятии вышла третья книга стихов «На уровне разлуки»
- 1996, 20 января — погиб при трагических обстоятельствах в Магнитогорске. Похоронен на Левобережном кладбище.
- 2008 — в серии «Литература Магнитки. Избранное» магнитогорского издательства «Алкион» вышла книга избранной лирики «Вторая половина четверга»
- 2009 — на сайте международного литературного клуба «ИнтерЛит» опубликована подборка стихов Бориса Попова «Попытка прощания»
- 2010 — по решению МГО СП России стихотворение Бориса Попова «Братская баллада» вошло в число победителей Конкурса «Великая Отечественная»
- 2021 — решением Магнитогорского совета депутатов имя Бориса Попова присвоено строящемуся проезду в жилом районе «Грин-Парк», расположенном в юго-западной части города Магнитогорска.

## Литературная деятельность
Богатый жизненный опыт, умение находить поэзию в буднях — все это определило читательский интерес к творчеству Бориса Попова. Основной жанр его поэзии — драматический монолог: философские раздумья о времени, назначении человека. Для поэзии Попова характерны отточенная литературная техника и законченность формы. Стихи печатались в альбомах и сборниках, журналах «Юность», «Молодая гвардия», «Смена», «Октябрь», «Урал». На стихи Бориса Попова написал несколько песен магнитогорский бард Виктор Мельников.
В последние годы жизни Борис Попов вёл литературную страницу газеты «Магнитогорский рабочий», при этом много работал с начинающими поэтами и дал литературную путёвку в жизнь многим из нынешних магнитогорских литераторов.

### Поэмы
Ни в одну из поэтических книг Бориса Попова, изданных при его жизни, не вошло ни одной поэмы. При этом, по свидетельству друзей и коллег поэта, написано их было не менее шести. По одной из версий, поэмы для Бориса Попова являлись своего рода литературным дневником, из которых он черпал материал для своих будущих стихов. По другой версии, свои поэмы Попов планировал напечатать отдельной книгой, но этим планам так и не суждено было сбыться. В 1981 в московском журнале «Молодая гвардия» был напечатан отрывок из поэмы Бориса Попова «Вечный город», посвящённой Борису Ручьёву. За полтора года до смерти поэт опубликовал в газете «Магнитогорский рабочий» отрывок из будущей поэмы «Затмение». Уже после его смерти в магнитогорском журнале «Берег А», а затем в газете «Магнитогорский рабочий» была напечатана поэма «Прочерк» (1985?).

### Циклы стихов
- Всё выйдет так
- Иное зрение
- Напоминание о 66-м сонете
- Перед зеркалом
- По грешному эху
- Пророчество
- Прощание с чужой квартирой
- Светает в шесть…
- Тень слова
- Тихий свет, последний свет
- Что же сердцу остаётся?

### Книги
1. 1992 — Светает в шесть… (книга стихов). — Челябинск, Южно-Уральское книжное издательство. — 96 с. Тираж: 1000 экз. ISBN 5-7688-0347-5
2. 1993 — Под знаком Весов (стихотворения). — Магнитогорск, Магнитогорское полиграфпредприятие. — 187 с. Тираж: 2000 экз. ISBN 5-7114-0018-5
3. 1994 — На уровне разлуки (избранные стихотворения). — Магнитогорск, Магнитогорское полиграфпредприятие. — 226 с. Тираж: 1000 экз. ISBN 5-7114-0059-2
4. 2008 — Вторая половина четверга (избранная лирика). — Магнитогорск, «Алкион», 72 с. Редактор: Н. Якшин. Тираж: 1000 экз. ISBN 978-5-88311-038-1. Серия «Литература Магнитки. Избранное» (выпуск 25).

### Публикации стихов в центральной прессе
1. «Что-то нынче светлее стало…» (стихотворение). — «Комсомольская правда» (Москва), 15 апреля 1969, с. 1.
2. В книжном магазине (стихотворение). — «Комсомольская правда» (Москва), 17 апреля 1969, с. 2.
3. Лето (стихи). — «Социалистическая индустрия» (Москва), 28 октября 1973.
4. Школа (стихи). — «Учительская газета» (Москва), 30 сентября 1978, с. 2.
5. Фасоннолитейный цех (стихи). — «Юность» (Москва), 1979, № 1, с. 75.
6. Стихи. — «Молодая гвардия» (Москва), 1979, № 5.
7. Фасоннолитейный цех (стихотворение). — «Комсомольская правда» (Москва), 15 июня 1980, с. 2.
8. Сварщик (стихотворение). — «Комсомольская правда» (Москва), 13 июля 1980, с. 4.
9. Осень (стихи). — «Учительская газета» (Москва), 11 сентября 1980, с. 4.
10. «Оставим, прославим последний барак…» (стихотворение). — «Комсомольская правда» (Москва), 22 февраля 1981, с. 2.
11. Вечный город (стихи). — «Молодая гвардия» (Москва), 1981, с. 38—39.
12. Тишина (стихотворение). — «Комсомольская правда» (Москва), 16 февраля 1985, с. 4.
13. Стихи. — Истоки. — Москва, «Молодая гвардия», 1986, с. 214—216.
14. Ветеранам Магнитогорска (стихи). — «Юность» (Москва), 1986, № 4, с. 14—16.
15. Разговор (стихи). — «Урал» (Свердловск), 1990, № 1, с. 87—88.
16. Ночью (стихи). — «Общее дело» (Москва), 1992, № 4, с. 15.
17. Стихи. — «Вестник Российской литературы» (Москва), 2007, № 8—9, с. 237—238.

### Публикации стихов в областной прессе
1. Комбинат (стихи). — «Комсомолец» (Челябинск), 17 апреля 1971.
2. Осень (стихи). — «Челябинский рабочий», 10 сентября 1978, с. 3.
3. «Пойте песни гражданской войны…» (стихи). — «Вечерний Челябинск», 6 ноября 1978, с. 2.
4. «Если б отец не вернулся с войны…» (из новых стихов). — «Уральская новь» (Челябинск), ноябрь 1987, с. 7.
5. Стройплощадка (стихи). — «Челябинский рабочий», 7 июня 1987, с. 3.
6. Мама моя (стихи). — «Вечерний Челябинск», 17 октября 1987, с. 3.
7. Песни (стихи). — «Вечерний Челябинск», 26 декабря 1987, с. 3.
8. Зимнее время (новые стихи). — «Челябинский рабочий», 24 января 1988, с. 3.
9. Весна в цехе (стихи). — «Челябинский рабочий», 17 апреля 1988, с. 3.
10. «Зарастает чистый сад…» (стихи). — «Челябинский рабочий», 28 августа 1988.
11. Казённые дети (стихи). — «Уральская новь» (Челябинск), октябрь 1988, с. 3.
12. Стариковская улица (стихи). — Каменный пояс. — Челябинск, Южно-Уральское книжное издательство, 1989, с. 213—214.
13. Утренний город (стихи). — «Челябинский рабочий», 25 июня 1989, с. 9.
14. Летний режим (новые стихи). — «Челябинский рабочий», 17 июня 1990, с. 8.
15. Огородная пора (новые стихи). — «Челябинский рабочий», 29 июля 1990, с. 8.
16. «До самого немого многоточья…» (стихи). — «Народная дума» (Челябинск), 5 февраля 1993.

### Публикации стихов в провинциальной прессе
1. Женщине. Жить на земле (стихи). — «Магнитогорский рабочий», 4 июля 1967.
2. Сварщик (стихи). — «Магнитогорский металл», 13 января 1968.
3. «Куда ты пропала? Твои ресницы…» (стихотворение). — «Магнитострой» (Магнитогорск), 19 сентября 1969.
4. Стихи. — «Магнитострой» (Магнитогорск), 4 октября 1969.
5. «Меня не баловала жизнь…» (стихотворение). — «Магнитострой» (Магнитогорск), 5 декабря 1969.
6. Гражданин (стихотворение). — «Магнитострой» (Магнитогорск), 18 апреля 1970.
7. Двадцатый век (стихи). — «Магнитострой» (Магнитогорск), 6 июня 1970.
8. Комбинат (стихотворение). — «Магнитострой» (Магнитогорск), 27 марта 1971.
9. Рано утром (стихотворение). — «Магнитогорский металл», 24 июня 1972.
10. «Осень. Красные леса…» (стихотворение). — «Магнитогорский металл», 14 октября 1972.
11. Комсомольская площадь (стихотворение). — «Магнитогорский металл», 28 октября 1972.
12. Жёлтые стога (стихотворение). — «Магнитострой» (Магнитогорск), 7 ноября 1972.
13. Тропа (стихотворение). — «Магнитострой» (Магнитогорск), 5 декабря 1972.
14. Первой учительнице (стихотворение). — «Магнитогорский металл», 2 июня 1973.
15. Доброта (стихотворение). — «Магнитогорский металл», 16 июня 1973.
16. «Если ты придёшь…» (стихотворение). — «Магнитогорский металл», 30 июня 1973.
17. Работа (стихотворение). — «Магнитогорский металл», 14 июля 1973.
18. Токарь Вера (стихи). — «Магнитогорский рабочий», 4 августа 1973.
19. Проходная (стихотворение). — «Магнитогорский металл», 11 августа 1973.
20. Зелёная дорога (стихотворение). — «Магнитогорский металл», 22 сентября 1973.
21. Ночь в Михайловском (стихотворение). — «Магнитогорский металл», 2 октября 1973.
22. Солдат (стихотворение). — «Магнитогорский металл», 6 октября 1973.
23. Стихи. — «Знамя Октября» (Пласт), 22 апреля 1975.
24. Вечный город (стихотворение). — «Магнитострой» (Магнитогорск), 21 февраля 1979.
25. Стихи о матери. — «Магнитострой» (Магнитогорск), 8 марта 1979.
26. Мой город (стихотворение). — «Магнитострой» (Магнитогорск), 27 июня 1979.
27. Ночь первостроителя (стихотворение). — «Магнитострой» (Магнитогорск), 19 сентября 1981.
28. «Тыл. Девятое мая…» (стихотворение). — «Магнитострой» (Магнитогорск), 24 февраля 1982.
29. «Вечна лишь добрая лира…» (стихотворение). — «Магнитострой» (Магнитогорск), 7 августа 1979.
30. Школа (стихотворение). — «Магнитострой» (Магнитогорск), 2 октября 1982.
31. Поэты революции (стихотворение). — «Магнитострой» (Магнитогорск), 7 ноября 1982.
32. Воспоминания о школьном бале (стихотворение). — «Магнитострой» (Магнитогорск), 1 января 1983.
33. Строки для тебя (стихотворение). — «Магнитострой» (Магнитогорск), 8 марта 1983.
34. Пойте песни гражданской войны (стихотворение). — «Магнитострой» (Магнитогорск), 9 мая 1983.
35. Цех (стихи). — «Магнитострой» (Магнитогорск), 17 сентября 1983.
36. Проспект Металлургов (стихотворение). — «Магнитострой» (Магнитогорск), 7 октября 1983.
37. Былое лето (стихотворение). — «Магнитострой» (Магнитогорск), 7 ноября 1983.
38. «Меж тем, как в ночь кричали чайки…» (стихотворение). — «Магнитострой» (Магнитогорск), 27 сентября 1986.
39. Свадьба (стихотворение). — «Магнитострой» (Магнитогорск), 28 февраля 1987.
40. Апрель-строитель (стихотворение). — «Магнитострой» (Магнитогорск), 25 марта 1987.
41. «Всем, кто не забыт…» (стихотворение). — «Магнитострой» (Магнитогорск), 10 июня 1987.
42. «Идёт предпраздничная подготовка…» (стихотворение). — «Магнитострой» (Магнитогорск), 22 июля 1987.
43. Царевна-лебедь (стихотворение). — «Магнитострой» (Магнитогорск), 16 сентября 1987.
44. «Похолодало и потемнело…» (стихотворение). — «Магнитострой» (Магнитогорск), 30 сентября 1987.
45. Пожелание (стихотворение). — «Магнитострой» (Магнитогорск), 31 декабря 1987.
46. Дом в феврале (стихотворение). — «Магнитострой» (Магнитогорск), 24 февраля 1988.
47. Подарившая жизнь (стихи). — «Магнитогорский рабочий», 8 марта 1988.
48. Из памяти (стихи). — «Магнитогорский рабочий», 16 апреля 1988.
49. Из первой тетради (стихотворение). — «Магнитострой» (Магнитогорск), 1 мая 1988.
50. Казённые дети (стихотворение). — «Магнитострой» (Магнитогорск), 17 июня 1988.
51. Попытка примирения (стихотворение). — «Магнитогорский металл», 18 июня 1988.
52. «Время мчится скорее, скорее…» (стихотворение). — «Магнитогорский рабочий», 19 июля 1988.
53. Из памяти неприкаянной (стихотворение). — «Магнитогорский металл», 23 июля 1988.
54. Раньше срока (стихотворение). — «Магнитострой» (Магнитогорск), 27 июля 1988.
55. «О чём нам гуси прокричали…» (стихотворение). — «Магнитогорский рабочий», 30 июля 1988.
56. «Матчи моего детства…» (стихотворение). — «Магнитогорский рабочий», 13 августа 1988.
57. Сопряжение (стихотворение). — «Магнитострой» (Магнитогорск), 24 августа 1988.
58. Иное зрение (стихотворение). — «Магнитогорский рабочий», 29 октября 1988.
59. Дед (стихи). — «Магнитострой» (Магнитогорск), 7 ноября 1988.
60. «Из детства тоненький звонок…» (стихотворение). — «Магнитогорский рабочий», 31 декабря 1988.
61. Стук в окно (стихотворение). — «Магнитострой» (Магнитогорск), 31 декабря 1988.
62. Зима с тобой (стихотворение). — «Магнитогорский рабочий», 14 января 1989.
63. «За окном зима лежит нагая…» (стихотворение). — «Магнитострой» (Магнитогорск), 11 февраля 1989.
64. «Через месяц меня проклянёшь…» (стихотворение). — «Магнитогорский рабочий», 11 марта 1989.
65. Весенние окна (стихотворение). — «Магнитострой» (Магнитогорск), 15 марта 1989.
66. Время скворцов (стихотворение). — «Магнитогорский рабочий», 29 апреля 1989.
67. Третье июня (стихи). — «Магнитогорский рабочий», 10 июня 1989.
68. Дорога к дому (стихотворение). — «Магнитогорский рабочий», 8 июля 1989.
69. «Если б отец не вернулся с войны…» (стихотворение). — «Магнитогорский рабочий», 13 июля 1989.
70. Правила игры (стихотворение). — «Магнитострой» (Магнитогорск), 2 августа 1989.
71. «Что тебе, жизнь моя, ворковать-ворожить…» (стихотворение). — «Магнитогорский рабочий», 12 августа 1989.
72. Отсутствие любви (стихотворение). — «Магнитогорский рабочий», 25 ноября 1989.
73. Гудки паровозов (стихотворение). — «Магнитострой» (Магнитогорск), 2 декабря 1989.
74. Тыл (стихи). — «Магнитогорский рабочий», 6 декабря 1989.
75. Новогодние строки (стихотворение). — «Магнитогорский рабочий», 1 января 1990.
76. Гудки паровозов (стихотворение). — «Магнитогорский рабочий», 17 февраля 1990.
77. Лирической строкой (стихотворение). — «Магнитогорский рабочий», 8 марта 1990.
78. «Когда погода меняется…» (стихотворение). — «Магнитогорский рабочий», 21 апреля 1990.
79. Весна (стихи). — «Магнитострой» (Магнитогорск), 22 апреля 1990.
80. «Я родился под знаком Весов…» (стихотворение). — «Магнитострой» (Магнитогорск), 1 мая 1990.
81. Из поэтической тетради (стихи). — «Магнитострой» (Магнитогорск), 16 июня 1990.
82. «Время мчится скорее, скорее…» (стихотворение). — «Магнитогорский металл», 13 октября 1990.
83. Честный ветеран (стихотворение). — «Магнитогорский рабочий», 7 ноября 1990.
84. Мистерии (стихотворение). — «Магнитогорский рабочий», 16 ноября 1990.
85. Под знаком Весов (стихи). — «Магнитострой» (Магнитогорск), 24 ноября 1990.
86. Свеча и тьма (стихотворение). — «Магнитогорский рабочий», 21 декабря 1990.
87. В марте (стихотворение). — «Магнитострой» (Магнитогорск), 8 марта 1991.
88. Хроника 8 марта 1991 года (стихотворение). — «Магнитогорский рабочий», 11 марта 1991.
89. Апрельские стансы (стихотворение). — «Магнитогорский рабочий», 13 апреля 1991.
90. По грешному эху (стихотворение). — «Магнитогорский рабочий», 26 апреля 1991.
91. «Весёлое лето, дешёвая кровь…» (стихотворение). — «Магнитострой» (Магнитогорск), 1 мая 1991.
92. Казацкая быль (стихотворение). — «Магнитогорский рабочий», 15 июня 1991.
93. «С видом на сумасшедший дом…» (стихотворение). — «Магнитогорский рабочий», 26 июня 1991.
94. Провинциальный романс (стихотворение). — «Магнитогорский рабочий», 19 июля 1991.
95. Ночная смена (стихотворение). — «Магнитогорский рабочий», 20 июля 1991.
96. Стихи. — «Голос магнитогорской молодёжи», 13 августа 1991, с. 7.
97. Песня (стихотворение). — «Магнитогорский рабочий», 17 августа 1991.
98. «С тех пор воды утекло так много…» (стихотворение). — «Магнитогорский рабочий», 24 августа 1991.
99. Воздушный объём (стихотворение). — «Магнитострой» (Магнитогорск), 14 сентября 1991.
100. Седьмая тишина (стихотворение). — «Магнитогорский рабочий», 27 сентября 1991.
101. «Человек ко всему привыкает…» (стихотворение). — «Магнитогорский металл», 10 октября 1991.
102. Правильно живём (стихи). — «Магнитогорский рабочий», 7 ноября 1991.
103. Центр тяжести (стихотворение). — «Магнитогорский рабочий», 30 ноября 1991.
104. Предупреждение (стихотворение). — «Магнитогорский рабочий», 31 декабря 1991.
105. «Время мчится скорее, скорее…» (стихотворение). — «Магнитогорский рабочий», 25 января 1992.
106. Братская баллада (стихотворение). — «Магнитогорский рабочий», 22 февраля 1992.
107. «И рубашка золотая износилась…» (стихотворение). — «Магнитогорский рабочий», 21 марта 1992.
108. «Быстро ль, медленно время течёт…» (стихотворение). — «Магнитогорский рабочий», 8 мая 1992.
109. «И чувствую какую-то тревогу…» (стихотворение). — «Магнитогорский рабочий», 27 июня 1992.
110. «Ни пули, ни пера, ни пепла, ни металла…» (стихотворение). — «Магнитогорский рабочий», 11 сентября 1992.
111. На уровне разлуки (стихотворение). — «Магнитогорский рабочий», 31 октября 1992.
112. Живя надеждой (стихотворение). — «Магнитогорский рабочий», 1 января 1993.
113. Рождественский романс (стихотворение). — «Магнитогорский рабочий», 7 января 1993.
114. Зимние строки (стихотворение). — «Магнитогорский рабочий», 23 января 1993.
115. 8 марта (стихи). — «Магнитогорский рабочий», 6 марта 1993.
116. «В белом венчике из роз…» (стихотворение). — «Магнитогорский рабочий», 27 марта 1993.
117. Майские стихи (стихотворение). — «Магнитогорский рабочий», 1 мая 1993.
118. Немота (стихи). — «Магнитогорский рабочий», 1 мая 1993.
119. Фронтовые дороги (стихотворение). — «Магнитогорский рабочий», 8 мая 1993.
120. Перед зеркалом (стихотворение). — «Магнитогорский рабочий», 22 мая 1993.
121. «Никуда от этого не деться…» (стихотворение). — «Магнитогорский рабочий», 1 июня 1993, с. 1.
122. Июнь 1941 года (стихотворение). — «Магнитогорский рабочий», 22 июня 1993.
123. «Я оглядываюсь назад…» (стихотворение). — «Магнитогорский рабочий», 16 июля 1993.
124. Затмение (отрывок из поэмы). — «Магнитогорский рабочий», 28 августа 1993.
125. Сегодня нет победителей! (стихи). — «Магнитогорский рабочий», 9 октября 1993.
126. Романс 1993 года (стихотворение). — «Магнитогорский рабочий», 31 декабря 1993.
127. Март (стихи). — «Магнитогорский рабочий», 5 марта 1994.
128. Прощание с красным флагом (стихотворение). — «Магнитогорский рабочий», 7 марта 1994.
129. «И небо выше, и слышнее птицы…» (стихотворение). — «Магнитогорский рабочий», 2 апреля 1994.
130. Причина (стихи). — «Магнитогорский рабочий», 16 апреля 1994.
131. Последний свет (стихотворение). — «Магнитогорский рабочий», 23 апреля 1994.
132. Линия разлуки (из новых стихотворений). — «Магнитогорский металл», 28 мая 1994.
133. Ловля снов (стихотворение). — «Магнитогорский рабочий», 9 июля 1994.
134. Московская сага (стихотворение). — «Магнитогорский рабочий», 13 августа 1994.
135. Неподалёку от зимы. — «Магнитогорский рабочий», 31 декабря 1994.
136. Рождественская ночь (стихотворение). — «Магнитогорский рабочий», 7 января 1995.
137. Стихи. — «Магнитогорский рабочий», 25 января 1995, с. 6.
138. «Во сне заплакала душа…» (стихотворение). — «Магнитогорский рабочий», 25 февраля 1995.
139. Танго для израильтянки (стихотворение). — «Магнитогорский рабочий», 1 апреля 1995, с. 6.
140. Второй приход (стихотворение). — «Магнитогорский рабочий», 22 апреля 1995.
141. День любви (стихотворение). — «Магнитогорский рабочий», 29 апреля 1995.
142. Голос из прошлого (стихотворение). — «Магнитогорский рабочий», 9 мая 1995, с. 1.
143. Из новых стихов. — «Магнитогорский рабочий», 6 октября 1995, с. 11.
144. Непраздничные строки (стихотворение). — «Магнитогорский рабочий», 4 ноября 1995.
145. Прочерк (поэма). — «Берег А» (Магнитогорск), 1996, № 1, с. 15—24.
146. На уровне разлуки (стихи). — «Магнитогорский металл», 8 февраля 1996.
147. «Вот и жизнь почти что пролетела…» (стихотворение). — «Магнитогорский рабочий», 18 января 1997.
148. Прочерк (поэма). — «Магнитогорский рабочий», 24 января 1998.
149. Стихи. — «Магнитогорский рабочий», 20 января 1999, с. 1.
150. Стихи. — «Гармонии таинственная власть…» (литературно-художественный сборник, посвященный 70-летию МаГУ. — Магнитогорск, Издательство МаГУ, 2002, вып. 3.
151. Стихи. — Глашатаи Магнит-горы Next. — Магнитогорск, 2009, с. 39—45.

### Публикации (статьи, очерки, эссе)
1. Сёстры тяжесть и нежность (о встречах с С. Довлатовым). — «Магнитогорский рабочий», 10 июля 1992.
2. Старый дом (о связях писателя Э. Казакевича с Магнитогорском). — «Магнитогорский рабочий», 26 февраля 1993.
3. «Напротив центрального парка…» (о музее Б. Пастернака в г. Чистополе). — «Чистопольские известия», 11 августа 1993.
4. «К последнему зимовью моему…» (о Н. Кондратковской). — «Магнитогорский рабочий», 20 ноября 1993.
5. Кроме шуток (попытка исследования). — «Магнитогорский рабочий», 1 апреля 1994, с. 1, 2.
6. Портрет: А. Н. Якупов как партизан. — «Магнитогорский рабочий», 17 июня 1994.
7. «Рядом с ним в седле беда ухмылялася…» (о В. Высоцком). — «Магнитогорский рабочий», 23 июля 1994, с. 3, 6.
8. «У Семёна тёлка сдохла…» (разбор читательских сочинений). — «Магнитогорский рабочий», 21 января 1995, с. 5.
9. Все мы писатели, но… — «Магнитогорский рабочий», 21 февраля 1995, с. 6.
10. Устремление сердца (о книге Ю. Ильясова). — «Магнитогорский рабочий», 8 апреля 1995, с. 6.
11. «Положите гроб тесовый…» (о поэтах Б. Ручьёве и М. Люгарине). — «Магнитогорский рабочий», 16 июня 1995.
12. Каждый несёт свою химеру… — «Магнитогорский рабочий», 6 октября 1995, с. 11.

## Мемориал
- 30 ноября 2021 года решением Магнитогорского совета депутатов имя Бориса Попова присвоено строящемуся проезду в жилом районе «Грин-Парк», расположенном в юго-западной части города Магнитогорска.

## Интересные факты
- В свете трагической гибели Бориса Попова почти пророческими выглядят строки его стихотворения

«Я назвал себя поэтом…
Было лето, было лето.
Лопотали до рассвета
клёны, липы, тополя.
И однажды так случилось:
Я назвал себя поэтом.
И, наверное, за это
не простит меня земля».
- На могильном камне Бориса Попова выбита строка из его стихотворения «Пророчество»: «Когда меня не будет, будет дождь…».
- Фестиваль авторской песни, проходящий на турбазе «Арский камень» возле г. Белорецка, традиционно завершается песней барда Виктора Мельникова на стихи Бориса Попова «Хоть бы снег скорее выпал…» в исполнении сводного хора гостей фестиваля.